# آمه پیکتت
آمه پیکتت (انگلیسی: Amé Pictet; ۱۲ ژوئیهٔ ۱۸۵۷ – ۱۱ مارس ۱۹۳۷) شیمیدان اهل سوئیس بود.